# Antipodogomphus dentosus
Antipodogomphus dentosus е вид водно конче от семейство Gomphidae. Видът е световно застрашен, със статут Уязвим.

## Разпространение
Разпространен е в Австралия (Северна територия).